# Arado Ar 68
Arado Ar 68 là một loại máy bay tiêm kích hai tầng cánh một chỗ, được phát triển vào giữa thập niên 1930.

## Biến thể
Ar 68V1
Ar 68a
Ar 68b
Ar 68c
Ar 68d
Ar 68 V4
Ar 68e
Ar 68 V5
Ar 68E
Ar 68F
Ar 68G
Ar 68H

## Quốc gia sử dụng
Đức Quốc xã
- Luftwaffe

 Tây Ban Nha
- Không quân Tây Ban Nha

## Tính năng kỹ chiến thuật (Ar 68E-1)
Dữ liệu lấy từ 
Đặc tính tổng quan
- Kíp lái: 1
- Chiều dài: 9,5 m (31 ft 2 in)
- Sải cánh: 11 m (36 ft 1 in)
- Chiều cao: 3,3 m (10 ft 10 in)
- Trọng lượng rỗng: 1.600 kg (3.527 lb)

(Ar 68F-1 1.520 kg (3.351 lb))
- Trọng lượng có tải: 2.020 kg (4.453 lb)

(Ar 68F-1 1.950 kg (4.299 lb))
- Động cơ: 1 × Junkers Jumo 210Ea , 507 kW (680 hp)
- Cánh quạt: 2-lá cánh quạt gỗ cố định

Hiệu suất bay
- Vận tốc cực đại: 306 km/h; 165 kn (190 mph)
- Tầm bay: 499 km; 269 nmi (310 mi)
- Trần bay: 8.100 m (26.575 ft)

(Ar 68F-1 7.400 m (24.278 ft))
- Vận tốc lên cao: 12,6 m/s (2.480 ft/min)

(Ar 68F-1 11,2 m/s (2.205 ft/phút))
- Thời gian lên độ cao: 6.000 m (19.685 ft) trong 10 phút

(Ar 68F-1 1.000 m (3.281 ft) trong 1,35 phút, 5.000 m (16.404 ft) trong 10,2 phút)

Vũ khí trang bị

- Súng: 2 × Súng máy MG 17 7,92 mm (.312 in)
- Bom: 6 bom phá mảnh 10 kg (22 lb) SC 10